# Daphnella cancellata
Daphnella cancellata is een slakkensoort uit de familie van de Raphitomidae. De wetenschappelijke naam van de soort is voor het eerst geldig gepubliceerd in 1878 door Hutton.